# Краљевска неонка
Краљевска неонка је слатководна риба из породице Characidae из реда Characiformes. Потиче из горњег Оринока и Рио Негра у Јужној Америци. Расте до око 3 cm (1,2 инча) дужине. Има упечатљиву плаву линију целом дужином тела испод које је црвене боје. Изгледом је слична сродној риби званој неонска тетра са којом је често мешају; њена плава није тако интензивна, а црвена заузима мању површину.
Краљевска неонка је веома популарна акваријумска врста, али тек однедавно, јер ју је било теско гајити у заточеништву. Сада многи узгајивачи гаје ову рибу;у већини случајева је могуће одмах утврдити да ли се ради о узгојеној или ухваћеној риби због оштећених пераја дивље ухваћених примерака.

## Таксономија
Амерички ихтиолог Леонард Питер Шулц описао је краљевску неонку 1956. као Cheirodon axelrodi (у част познатог ихтиолога Херберта Акселрода). Као сининим се користи и назив Hyphessobrycon cardinalis. Назив Краљевска неонка потиче од њене брилијантно црвене боје која подсећа на краљевску одору.
Врста постоји у великом броју различитих облика боја или фенотипа. “Златна “ и “сребрноплава” форма са краћом плавом линијом јавља се у речном систему Рио Гранде, док се код нормалне неонке плава линија протеже све до масног пераја. Неонка из система Ориноко има плаву линију која се завршава иза масног пераја.

## Станиште
Ове мале и јатне рибе населјавају сливове река Рио Негро и Ориноко, мање популације се налазе и у другим рекама. Налазимо их у малим притокама, у плитким потоцима и плављеним подруцјима са спорим током воде. Такве воде су практично беѕ карбоната, са мало минералних материја и високом концентрацијом хунинских киселина које боје воду.
Краљевска неонка живи у Бразилу, Колумбији, Венецуели, горњем току Оринока и речном систему реке Рио Негро.

## Опис - физички изглед
Краљевске неонке су мале рибе, просечне масе 0,13 g. Мушке јединке расту до 2,5 cm дужине у дивљини, док у акваријуму могу достићи дужину до 5цм. Женске јединке су нешто веће и шире са већим стомаком. Зрели мужјаци имају на карличном перају коштане кукице. Имају билатералну симетрију. Трбушни, доњи део тела, је јарко црвене боје, а целом дужином тела се протеже плава линија чија се нијанса мења у зависности од угла гледања, све од индиго плаве па до тиркизне боје. Ову карактеристицну боју производе рефлективни кристали гуанина који се развијају у посебним ћелијама иридокитама у поткожном слоју. Током ноћи, када нема светлости, неонке имају транспарентну браонкасту боју. На леђној страни тела, ка репу, имају мало масно пераје. Имају један ред зуба.

## Размножавање
Краљевске неонке у дивљини пливају узводно у великом броју до дела изворног станишта заштићеног кишним шумама. Ове воде су у сенци кишних шума и сунчева светлост готово да не допире до њих. Овде се рибе мресте у великим групама. Када су рибе спремне ѕа парење, мужјак се одваја са женком чија пунија линија указује на присуство зрелих јајашаца у репродуктивном тракту. Ако је женка спремна она ће дозволити мужјаку да плива уз њу и заједно ће испустити јајашца и сперму. То се дешава з сумрак током кишне сезоне. Оплођење је спољашње. Женка може произвести око 500 јаја. 
Кад их излеже, мужјаци их оплоде, она тону или се задржавају на биљкама. Пошто су јаја осетљива на светло, могу се развијати само ако су у сенци. Због тога се размножавање у заточеништву мора одвијати у строго контролисаним условима: pH5.5, температура 24 °C, без светлости.
Ако су јаја плодна и у тамном окружењу излегу се за 24-30 сати. Пуноглавци су првих седам дана осетљиви на светлост. Родитељи уопште не воде рачуна о деци, понекад се дешава и да их поједу. Полну зрелост достижу са отприлике 9 месеци.

## Животни век
Краљевске неонке живе дуже у ѕатоцениству него у дивљини. У природном станишту ѕиве до годину дана, док у контролисаном окружењу живе у просеку 5 година, а поједине јединке и до 10 година.

## Исхрана
Ове рибе су предатори, па се углавном хране ситним животињама. У њиховој исхрани су заступљени мали ракови и јаја, али и алге, подводне биљке, корење, лишће. Често једу ларве мушица, водене буве, јаја инсеката, амебе. Понекад једу остатке мртвих риба, мраве, гриње, комаде воћа и др.

## Понашање
Краљевске неонке су врло активне дању. Живе у јатима од неколико хиљада јединки. Имају врло мале миграције узводно или низводно у зависности од нивоа воде. Током парења присутна је тактилна комуникација. Веома је вероватно да ове рибе користе тактилне и визуелне сигнале као начин комуникације, јер делује да су у сваком тренутку свесни броја присутних јединки. Такође су у могућности да осете простирање звука кроз воду. Реагују на визуелне, тактилне и хемијске дражи.

## Живот у акваријуму
Краљевска неонка је вероватно најзаступљенија рибица у акваријумима. Популарност ове мале јатне рибице не јењава скоро читав век, док се интересовање за већину других врста временом мења.
Одговара им нешто топлија вода и тврдоћа до 220ппм. Треба их насељавати у сто већем броју, бар десетак примерака. Мирољубиве су и треба их комбиновати са рибицама сличним по темпераменту и величини, а са крупнијим рибама када су у питању мирне врсте. Најбоље се осећају у биљним акваријумима са остављеним простором за пливање и пригушеним светлом и пливајућим биљкама на површини.
Мрест краљевске неонке представља изазов чак и искусним акваристима, веома је битно да се имитирају природни услови како би дошло до успешног развоја икре и млађи.

## Улога у екосистему
У екосистему, ове рибе имају важну улогу као предатори. С друге стране, они су важан извор хране за веће предаторе.